# Dancing Over the Waves
Dancing Over the Waves è un album di Ray Anthony, pubblicato dalla Capitol Records nel 1958.

## Tracce
Lato A
1. Dancing Over the Waves – 2:50 (Ray Anthony, Kirk Patrick) – Registrato il 27 gennaio 1958 al Capitol Tower Studios di Hollywood, California
2. This Is Our Love Song – 2:26 (Ray Anthony, Kirk Patrick) – Registrato il 3 febbraio 1958 al Capitol Tower Studios di Hollywood, California
3. Beautiful Lady – 2:37 (Ray Anthony, Kirk Patrick) – Registrato il 27 gennaio 1958 al Capitol Tower Studios di Hollywood, California
4. Cantabile Serenade – 2:37 (Ray Anthony, Kirk Patrick, Don Simpson) – Registrato il 3 febbraio 1958 al Capitol Tower Studios di Hollywood, California
5. My Dream of Jeanie – 2:27 (Ray Anthony, Kirk Patrick) – Registrato il 27 gennaio 1958 al Capitol Tower Studios di Hollywood, California
6. Martha's Song – 2:17 (Ray Anthony, Kirk Patrick) – Registrato il 3 febbraio 1958 al Capitol Tower Studios di Hollywood, California

Durata totale: 15:14
Lato B
1. Serenade to a Dance – 2:51 (Ray Anthony, Kirk Patrick) – Registrato il 13 maggio 1958 al Capitol Tower Studios di Hollywood, California
2. Your Sweet Face – 2:26 (Ray Anthony, Kirk Patrick) – Registrato il 3 febbraio 1958 al Capitol Tower Studios di Hollywood, California
3. Liebersträume – 2:37 (Franz Liszt, arrangiamento di Ray Anthony e Kirk Patrick) – Registrato il 3 febbraio 1958 al Capitol Tower Studios di Hollywood, California
4. Intermezzo – 2:37 (Robert Henning, Heinz Provost) – Registrato il 3 febbraio 1958 al Capitol Tower Studios di Hollywood, California
5. Romance – 2:27 (Arthur Rubinstein, arrangiamento di Ray Anthony e Kirk Patrick) – Registrato il 3 febbraio 1958 al Capitol Tower Studios di Hollywood, California
6. Melody of Romance – 2:15 (Ray Anthony, Kirk Patrick) – Registrato il 3 febbraio 1958 al Capitol Tower Studios di Hollywood, California

Durata totale: 15:13

## Musicisti
- Ray Anthony - tromba
- Pete Candoli - tromba
- Conrad Gozzo - tromba
- Jack Holman - tromba
- Jack Laubach - tromba
- Milt Bernhart - trombone
- Abe Lincoln - trombone
- Lew McCreary - trombone
- Jimmy Priddy - trombone
- Gus Bivona - sassofono alto, clarinetto
- Med Flory - sassofono alto, clarinetto
- Georgie Auld - sassofono tenore
- Plas Johnson - sassofono tenore
- Leo Anthony - sassofono baritono
- Buddy Cole - pianoforte
- Bob Bain - chitarra
- Al Hendrickson - chitarra
- Don Simpson - contrabbasso
- Ray Martinez - batteria
- Sconosciuto - arrangiamenti